# Kumari (île)
Pour les articles homonymes, voir Kumari.
Kumari est une île estonienne de la mer Baltique.